# Dječaci
Dječaci su bili hrvatski hip hop sastav iz Splita.

## Povijest
1999. godine, na dva različita kraja Hrvatske, u Splitu i u Zagrebu, svoj razvitak su započeli sadašnji članovi Dječaka. U Splitu su Vojko (tada zvan Nebu) i Ivo (tada zvan Drugi) počeli snimati svoje prve demosnimke na kazetofone i mikrofone ugrađene u monitor. Za to vrijeme, u Zagrebu, Zondo je počeo snimati svoje prve tekstove na tuđe beatove s posuđenim mikrofonom. Kid Rađa je tada samo slušao rap, a od ostalih Dječaka, poznavao je samo Ivu, s kojim je išao u istu srednju školu i koji mu je povremeno posuđivao classic albume.
Sam začetak Dječaka možemo naći u gostovanju Zonda (tada znanog kao ChozenOne) 2000. godine u splitskoj hip hop emisiji DJ Forcea. Emisiju su slušala i ostala dva člana današnjih Dječaka. Već iduće godine, Predsjednik, Vojko i Ivo gostuju u istoj emisiji i bacaju freestyle u eter. To razdoblje je najbolje opisano u Vojkovoj pjesmi "Bek in d dejs 1." Za to vrijeme, na početku iste godine, Blackout, DJ Force i još mnogi hip hop DJ-evi u Hrvatskoj puštaju prvi singl grupe Eter u svojim emisijama. Eter je bila Zondova grupa koju je osnovao s još jednom djevojkom 2000. godine, ali grupa nije doživjela 2002. godinu.
Idućih godina, Zondo se posvećuje raznim hip hop projektima sa željom da razvije cjelokupnu hrvatsku hip hop scenu i digne ju na idući nivo. Ti projekti su mu ostavljali malo vremena za glazbu, pa je u toku od nekoliko godina na ulicu izbacivao samo po nekoliko pjesama godišnje. Za to vrijeme, Nebu i Drugi bilježe strelovit napredak i povećanje broja poklonika. Od pjesme "Crni kisik" pa nadalje, postaju sinonim za futurističan stil koji je bio apsolutno jedinstven u usporedbi s ostatkom scene. Zondo primjećuje njihov potencijal i počinje ih promovirati preko svojih projekata.
Na ljeto 2002. godine, Vojko, Ivo i Zondo se upoznaju na jam-u u Splitu gdje su Nebu i Drugi nastupali u Domu mladeži. Rade prvi zajednički cypher uz more. Glazbeni razvitak se nastavlja, pa 2003. godine Vojko, Ivo, Vrući Pas i MC Miško snimaju  underground pjesmu, "Još trčimo ulice." Na toj pjesmi Vojko u punom efektu upoznaje hrvatsku scenu sa strukturom rima kakvu sada zovemo multijima. Kid Rađa prvi put prezentira svoje vještine na "Umorim te u baloneru", nastavku pjesme "Još trčimo ulice."
2003. godine, Zondo se doselio u Split, nakon što je primljen na studij Dizajna vizualnih komunikacija. Svi sadašnji članovi se od tada redovito nastupaju zajedno. Zondo pokreće svoj mali glazbeni projekt Mediter. Ubrzo Ivo i Zondo osnivaju grupu Tesla Stiliti.
U prosincu mjesecu iste godine, Zondo doživljava prometnu nesreću što ga ostavlja praktički nepokretnog u njegovoj podstanarskoj sobi u Splitu idućih pet mjeseci. Iz tog iskustva se rodila pjesma "st<>zg" koja je nekoliko tjedana provela na prvom mjestu vip.music underground top liste. Za pjesmu je snimljen i spot koji je osvojio drugu nagradu na međunarodnom festivalu kreativnih komunikacija Magdalena. Spot nije nikad puštan na nacionalnoj televiziji zbog preeksplicitnog sadržaja.
Tijekom 2004. godine, snimljene su pjesme "Bek in d dejs 1", "Nazad na ugao" i "Nemoš se jebat s ovim." Također se izdvaja pjesma podužeg naziva, "Boli nas kurac šta vama piše u winampu", na kojoj se drugi put pojavljuje Kid Rađa.
Kako se povećava broj suradnji između Vojka, Ive, Zonda i Kid Rađe, dolazi do ideje da se i Vojko i Kid Rađa priključe Tesla Stilitima. To se dogodilo u proljeće 2005. godine i ubrzo je snimljena pjesma "Dan-D za pande", na kojoj prvi put sva četiri Dječaka nastupaju zajedno. Pod imenom Tesla Stiliti, Dječaci su nastupali u klubu Kocka zajedno s Delyricumom, Frenkiem i Defenceom.
Nakon nekog vremena Dječaci shvaćaju da ime Tesla Stiliti više ne može prezentirati cijelu novu formaciju od četiri člana. 2005. godine, Vojko, Ivo, Predsjednik i Zondo, nakon kratkog premišljanja i prolaženja kroz gomilu imena, Zondo je smislio ime Dječaci, više iz protesta na paradu predloženih imena nego kao ozbiljan prijedlog.
Tako su nastali Dječaci u srpnju 2005. godine, a par mjeseci kasnije 1. kolovoza 2005., je lansirana i službena web stranica: djecaci.net  Arhivirana inačica izvorne stranice od 7. srpnja 2009. (Wayback Machine), koja je svojim otvorenim pristupom prema posjetiteljima i slušateljima postala jedana od najoriginalnijih i najkvalitetnijih web stranica bilo kojeg izvođača na hrvatskom web prostoru.
Godinu dana kasnije, djecaci.net, bilježe 30-ak tisuća posjeta na dan. Dječaci surađuju i s poznatim imenima hip hop scene iz regije, dokazuju se nastupima, između ostalog i na hrvatskim i regionalnim festivalima (Terraneo, Regius, EXIT u Novom Sadu), te dobivaju ponude za izdavanje albuma.
Godinu dana kasnije, početkom 2007. godine, Kid Rađa napušta Dječake. Krajem godine, Dječaci potpisuju ugovor za Dop Records/Menart, kojim zadržavaju dosadašnju punu kreativnu slobodu, i na jesen 2008. godine objavljuju svoj prvi album nazvan Drama. U ožujku 2009. godine, album osvaja Zlatnu Kooglu za album godine.
15.05.2015. objavljuju svoj treći album pod nazivom "Firma". Album sadrži 19 pjesama, i jednu izbačenu pjesmu, "Plavuša", koju Croatia Records nije htjela izdati.

## Članovi
- Andrija Vujević - Vojko Vrućina (vokali i glazba)
- Ivo "Sivo" Hajdić (vokali)
- Danijel Simon - Zoni (vokali i glazba)

## Diskografija

### Studijski albumi
- Drama (Menart/DOP Records, 2008.)
- Istina (Croatia Records, 2011.)
- Firma (Croatia Records, 2015.)

### Singlovi
- Zoni ti si lud  (Croatia Records, 2013.), objavljen 17. rujna 2013.[1] i snimljen spot[2]
- Struja (Croatia Records, 2014.), na albumu Firma 2015.

### Trake izvan albuma
Trake koje nisu na albumima, od 2004. do 2016.:
- 2004.: Boli nas kurac šta vama piše u Winampu, Tipkovnice u zrak, Najbolja pjesma, Nazad na ugao
- 2005.: Na kraju dana, Optika 2005, Benganje na kuli, Dan-D za pande
- 2006.: Doležal Sanja, Čisto zlato, Kurve i olovo, Govno je na vatri, Svodničin'
- 2010.: Tikvice, TOP
- 2012.: Ultima Fartenzza
- 2013.: Zoni ti si lud
- 2014.: Megalopolis Noir
- 2016.: Koma, Unos u Nos

## Nagrade
| Godina | Nagrada       | Kategorija                    | Nominirani rad | Rezultat   | Ref.   |
| ------ | ------------- | ----------------------------- | -------------- | ---------- | ------ |
| 2008.  | Zlatna Koogla | Novi izvođač godine           | —              | Nominacija | [ 6 ]  |
| 2009.  | Zlatna Koogla | Spot godine                   | "Kamiondžije"  | Nominacija | [ 7 ]  |
| 2009.  | Zlatna Koogla | Album godine                  | Drama          | Osvojili   | [ 7 ]  |
| 2009.  | Indexi        | Hip hop album godine          | Drama          | Osvojili   | [ 8 ]  |
| 2012.  | Porin         | Najbolji album klupske glazbe | Istina         | Nominacija | [ 9 ]  |
| 2013.  | Porin         | Hit godine                    | "Lovrinac"     | Nominacija | [ 10 ] |

## Vanjske poveznice
- Arhivirana inačica izvorne stranice od 7. srpnja 2009. (Wayback Machine)
- Dječački YouTube kanal
- Facebook
- Tumblr Robot hobotnica
- Twitter